# Distretto di Erawan
Il distretto di Erawan (in thailandese: เอราวัณ) è un distretto (amphoe) della Thailandia, situato nella provincia di Loei.